# Konstanty Lisowski
Konstanty Lisowski (ur. 22 lutego 1887 w Żytomierzu, zm. 9–11 kwietnia 1940 w Katyniu) – pułkownik audytor Wojska Polskiego.

## Życiorys
Urodził się 22 lutego 1887 w Żytomierzu, w rodzinie Ignacego i Marii. Ukończył osiem klas w V Gimnazjum Klasycznym w Kijowie i w 1905 zdał egzamin maturalny. W 1909 uzyskał dyplom na Wydziale Prawnym Imperatorskiego Uniwersytetu Kijowskiego św. Włodzimierza. Został sędzią w Żytomierzu.
19 sierpnia 1920 jako szeregowiec ochotnik został wcielony do Oddziału Zamkowego Ministerstwa Spraw Wojskowych z odkomenderowaniem do Oddziału V Sztabu Generalnego i równoczesnym odkomenderowaniem na kurs w Szkole Podchorążych. 9 listopada 1920, po ukończeniu kursu został mianowany porucznikiem. Od 10 listopada 1920 do 5 listopada 1921 pełnił służbę w Prokuraturze przy Najwyższym Sądzie Wojskowym na stanowisku asystenta, a później podprokuratora. 26 marca 1921 został zatwierdzony z dniem 1 lutego 1921 w korpusie sędziowskim, w stopniu majora Korpusu Sądowego. 3 maja 1922 został zweryfikowany w stopniu majora ze starszeństwem z dniem 1 czerwca 1919 i 43. lokatą w korpusie oficerów sądowych. 2 lipca tego roku został mianowany podprokuratorem przy wojskowych sądach okręgowych. W latach 1923–1926 pełnił służbę w Prokuraturze przy Wojskowym Sądzie Okręgowym Nr VII w Poznaniu na stanowisku podprokuratora. W lutym 1923 był oskarżycielem w procesie o zabójstwo porucznika Zdzisława Bilażewskiego. Od 1928 pełnił obowiązki prokuratora Prokuratury przy Wojskowym Sądzie Okręgowym Nr IX w Brześciu. 2 grudnia 1930 został mianowany podpułkownikiem ze starszeństwem z dniem 1 stycznia 1931 i 3. lokatą w korpusie oficerów sądowych. 26 lutego 1931 Prezydent RP zwolnił go ze stanowiska prokuratora przy wojskowych sądach okręgowych i mianował sędzią orzekającym w wojskowych sądach okręgowych, a minister spraw wojskowych przeniósł z Prokuratury przy WSO Nr IX do Wojskowego Sądu Okręgowego Nr IX na stanowisko szefa sądu. Na stopień pułkownika został awansowany ze starszeństwem z dniem 1 stycznia 1936 i 1. lokatą w korpusie oficerów sądowych. 27 maja 1936 został zwolniony ze stanowiska szefa sądu i przeniesiony do Najwyższego Sądu Wojskowego na stanowisko sędziego. Z dniem 31 maja 1939 został przeniesiony w stan spoczynku.
W czasie kampanii wrześniowej 1939 dostał się do sowieckiej niewoli. Przebywał w obozie w Kozielsku. Między 9 a 11 kwietnia 1940 został zamordowany przez funkcjonariuszy NKWD w Katyniu i tam pogrzebany. Jego nazwisko figuruje na liście wywózkowej nr 014 z 4 kwietnia 1940. Od 28 lipca 2000 spoczywa na Polskim Cmentarzu Wojennym w Katyniu.
Jego nazwisko nie znalazło się wśród oficerów mianowanych pośmiertnie 5 października 2007 na stopień generała brygady.
Konstanty Lisowski był żonaty z Zofią, z którą miał dwóch synów: Władysława (ur. 30 maja 1911) i Ignacego (ur. 25 sierpnia 1916).

## Ordery i odznaczenia
- Krzyż Komandorski Orderu Odrodzenia Polski – 11 listopada 1935 „za zasługi w służbie wojskowej”[20]
- Złoty Krzyż Zasługi – 10 listopada 1928[21][22]